# Codazo 12-6
El codazo 12-6 es un golpe utilizado en las artes marciales mixtas (MMA). El nombre de la técnica se basa en el concepto de un reloj en la pared que lleva el codo desde arriba (12 en punto) hasta abajo (6 en punto). Estos codazos fueron ilegales bajo las Reglas Unificadas de las Artes Marciales Mixtas desde su inicio hasta el 1 de noviembre de 2024.

## Descripción general
Antes de 2000, las MMA tenían varios conjuntos de reglas diferentes, cada uno de los cuales difería en la decisión sobre los codazos descendentes (12-6 codazos). En el primer evento de la Ultimate Fighting Championship (UFC) donde había muy pocas reglas, Kevin Rosier usó codazos 12-6 sobre Zane Frazier. En 2000, se redactaron las Reglas Unificadas de las Artes Marciales Mixtas para intentar que el deporte fuera más común. La reunión estuvo compuesta por representantes de varias organizaciones importantes de MMA, incluidas Ultimate Fighting Championship, PRIDE Fighting Championship e International Fighting Championships (IFC).

## Crítica
El codazo 12-6 ha sido criticado a menudo por su brutalidad; sin embargo, las reglas que lo prohíben también lo han sido. En particular, se ha argumentado que el término «codazos descendentes» es demasiado estricto, ya que solo se aplica a movimientos rectos y no ilegaliza los codazos en arco. Matt Hume, árbitro principal de ONE Championship, explicó que si bien los codazos 12-6 eran ilegales, «si se cambia el tiempo a 11:59, ya no lo es». Hume consideró que los autores de las Reglas Unificadas no entendían las MMA, y McCarthy confirmó esta opinión al afirmar que Lembo «no era un gran experto en MMA en ese momento». Hume también argumentó que la regla significaba que otros codazos que podían alcanzar mayor velocidad que los 12-6 eran legales, pero se golpeaban con el mismo punto.